# Spaceforce: Rogue Universe
Spaceforce: Rogue Universe est un jeu vidéo de commerce et de combat spatial développé par Provox Multimedia Studio et édité par JoWooD en 2007 sous Windows.

## Accueil
- Jeuxvideo.com : 12/20[1]